# Crookedwood
Crookedwood is een plaats in het Ierse graafschap Westmeath. De plaats telt 326 inwoners.